# Marc Kennedy
Marc Kennedy (n. 5 februarie 1982, St. Albert⁠(d), Alberta, Canada) este un jucător de curl ce a reprezentat Canada, medaliat olimpic. A participat la 3 ediții ale Jocurilor Olimpice (2010, 2018, 2022) în care a câștigat o medalie de aur.